# Еремеева, Алина Иосифовна
Али́на Ио́сифовна Ереме́ева (род. 4 мая 1929, Москва) — советский и российский астроном и историк науки, кандидат физико-математических наук, старший научный сотрудник Краснопресненской лаборатории ГАИШ МГУ.

## Биография
Родилась 4 мая 1929 года в Москве, дочь Иосифа Дмитриевича Еремеева.
После окончания школы с серебряной медалью в 1949 году поступила на физико-математический факультет Московского городского педагогического института имени В. П. Потёмкина, но под влиянием лекций Б. А. Воронцова-Вельяминова в 1951 году перевелась на астрономическое отделение механико-математического факультета МГУ.
В 1954 году, по завершении обучения в МГУ распределена в Институт истории естествознания и техники АН СССР (ИИЕТ) в связи с поступившей оттуда «заявкой на астронома» — такая специальность не была представлена в его Секторе истории физико-математических наук. В 1967 году защитила кандидатскую диссертацию по монографии «Вселенная Гершеля. Космологические и космогонические идеи и открытия».
В 1967 году перевелась в Астросовет АН СССР на должность учёного секретаря Комитета по истории астрономии.
В 1970 году перешла в Комитет по метеоритам АН СССР (КМЕТ).
С 1986 года — сотрудник Государственного астрономического института имени П. К. Штернберга при МГУ.

## Семья
Муж — Цицин Феликс Александрович (1931—2005), астроном и историк науки

## Научно-педагогическая деятельность
Историков науки не готовили в вузах, и потому научный стиль А. И. Еремеевой как историка астрономии сформировался в начальный период работы в ИИЕТ в процессе общения со старшими коллегами, действовавшими на стыке истории и профильной специальности: философами Б. Г. Кузнецовым, Т. Н. Горнштейн и В. П. Зубовым, физиками У. И. Франкфуртом и Л. С. Полаком, механиком и математиком И. Н. Веселовским и математиком А. П. Юшкевичем. Здесь ею была написана серия биографий для вышедшего в 1958 году био-библиографического указателя «Выдающиеся физики мира», а в 1966 году вышли серия её биографических очерков для справочника «Выдающиеся астрономы мира» и первая научная монография «Вселенная Гершеля. Космологические и космогонические идеи и открытия». Но после публикации правдивого описания судеб астрономов, ставших жертвами сталинских репрессий 1930-х годов, в 1967 году тематика по истории астрономии в ИИЕТ была закрыта, а сама А. И. Еремеева оказалась в Астросовете АН СССР.
В Астросовете в качестве учёного секретаря Комиссии по истории астрономии организовала проведение ежемесячных семинаров, в том числе в 1969 году — к 80-летию расстрелянного в 1937 году директора Пулковской астрономической обсерватории Б. П. Герасимовича. Из-за публикации этих материалов в обход партийной цензуры А. И. Еремеевой в 1970 году вновь пришлось сменить место работы.
С 1970 года по приглашению В. Г. Фесенкова работает в КМЕТ АН СССР. Участвовала в ряде экспедиций по поиску метеоритов на Дальнем Востоке и в Сибири, руководила экспедициями, восстановившими утерянное место находки знаменитого метеорита Палласово Железо, в 1982 году издала монографию «Рождение научной метеоритики. История Палласова Железа».
Оставшись после присоединения КМЕТ к Институту геохимии и аналитической химии им. В. И. Вернадского АН СССР на несколько лет безработной, А. И. Еремеева продолжила давнее сотрудничество с издательством «Наука», которое в 1984 году опубликовало её книгу «Астрономическая картина мира и её творцы».
С 1986 года А. И. Еремеева работает в ГАИШ МГУ. Опубликованы первый университетский учебник «История астрономии. Основные этапы развития астрономической картины мира» и «Краткий курс истории астрономии для аспирантов» (1989 год), «История метеоритики. Истоки. Рождение. Становление» (2006 год), «Борис Петрович Герасимович (1889—1937). Жизнь. Деятельность. Судьба» (2020 год).
Ведёт большую редакционную работу. Являлась инициатором, редактором-составителем и одним из авторов коллективной монографии «Астрономия на
крутых поворотах XX века» (1997 год), подготовила посмертное издание монографии Ф. А. Цицина «Очерки современной космогонии Солнечной системы. Истоки. Проблемы. Горизонты» (2009 год), а также приняла участие в подготовке сборника воспоминаний и научных статей, посвящённых деятельности академика О. Ю. Шмидта.
На астрономическом отделении физического факультета МГУ с 1989 по 2016 год преподавала общий курс «История астрономии», в дальнейшем преобразованный в читаемый по настоящее время курс «История и методология астрономии». Автор 248 статей и 11 книг.
В рамках научной программы работы Музея истории ГАИШ в старой Обсерватории МГУ на Красной Пресне А. И. Еремеева участвует в организации юбилейных конференций и выставок, связанных с историей института и общей историей астрономии. Широко известна как популяризатор истории астрономии: с 1972 года на протяжении трёх десятилетий вела в «Астрономическом календаре» раздел «Памятные даты истории астрономии», с 1970 года сотрудничает с журналом «Земля и Вселенная».

## Признание
- Ветеран труда[14]
- Почётная грамота Минобрнауки РФ (2009)[14]
- Заслуженный научный сотрудник Московского университета (2014)[15]
- В честь А. И. Еремеевой назван астероид 17369 Eremeeva, открытый в 1979 году шведским астрономом Клас-Ингваром Лагерквистом (2017)[16]